# Tourista (bande dessinée)
Pour l’article homonyme, voir Tourista.
Tourista est un album de bande dessinée de Claire Bretécher publié par l'auteure en 1989. Dans ce recueil d'histoires courtes, l'auteure moque la façon dont la bourgeoisie parisienne de gauche qu'elle dépeint depuis le début des années 1970 met en scène son appétence pour les voyages lointains et dépaysants. C'est l'avant-dernière bande dessinée de l'auteure qui n'appartienne pas à sa série Agrippine.

## Publications

### Traductions
- (de) Touristen (trad. Rita Lutrand et Wolfgang Mönninghoff), Rowohlt, 1990.  (ISBN 3498005391)